# بيني بوينتون
بيني بوينتون (بالإنجليزية: Benny Boynton)‏ هو لاعب كرة قدم أمريكية وصحفي أمريكي، ولد في 6 ديسمبر 1898 في واكو في الولايات المتحدة، وتوفي بنفس المكان في 23 يناير 1963.